# Nasbinals
Nasbinals is een gemeente in het Franse departement Lozère (regio Occitanie) en telt 502 inwoners (2004). De plaats ligt op het plateau van de Aubrac, een deel van het Centraal Massief, en maakt deel uit van het arrondissement Mende.

## Cultuur
De pelgrimsroute tussen Nasbinals en Saint-Chély-d'Aubrac (17 km) (Chemin du Puy) is opgenomen in het werelderfgoed.

## Geografie
De oppervlakte van Nasbinals bedraagt 62,9 km², de bevolkingsdichtheid is 8,0 inwoners per km².

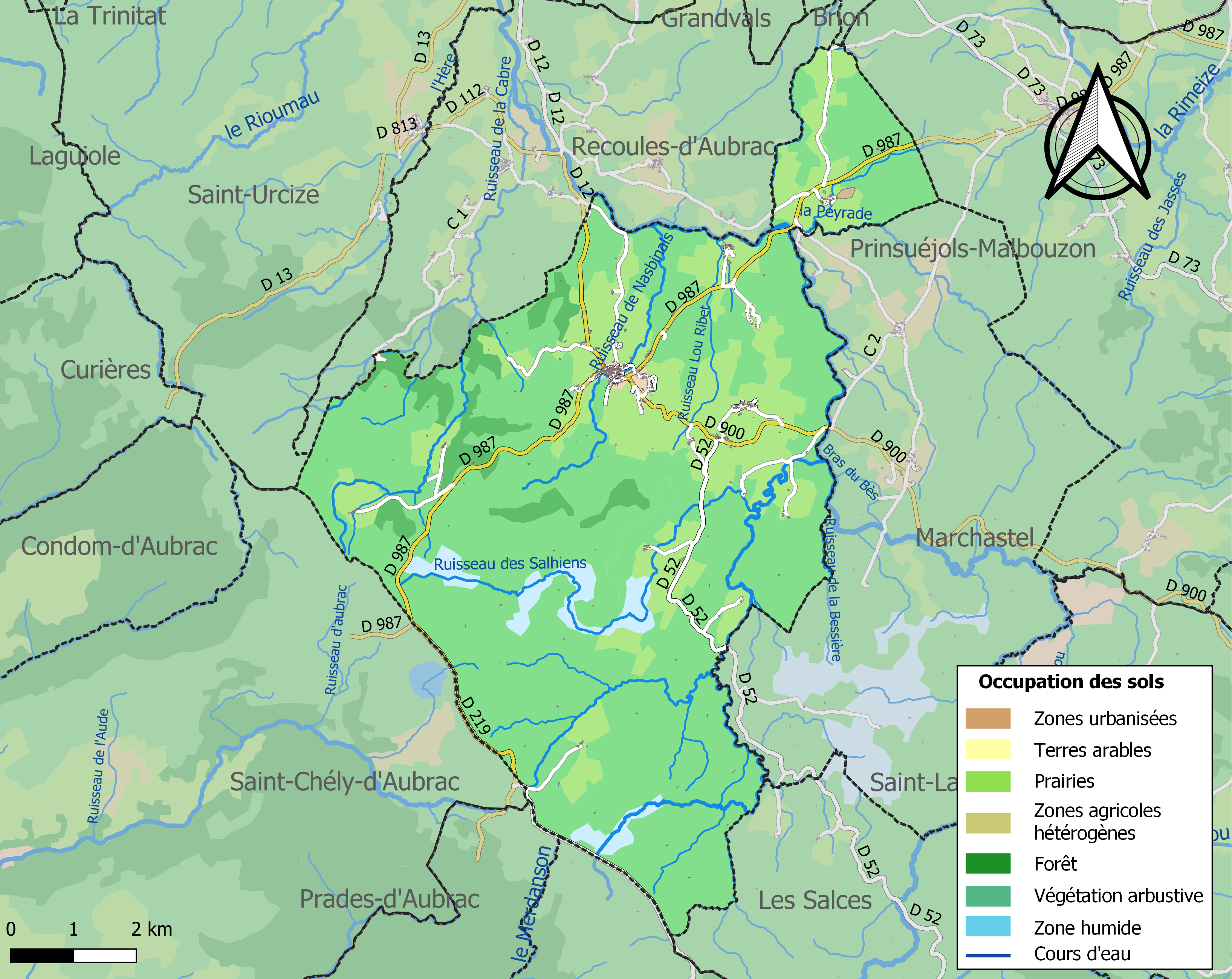
Kaart van de gemeente met de belangrijkste infrastructuur, bodemgebruik en omliggende gemeenten

## Demografie
Onderstaande figuur toont het verloop van het inwonertal (bron: INSEE-tellingen).